# Бор (деревня, Кировская область)
 Бор  — деревня в Афанасьевском районе Кировской области в составе Борского сельского поселения.

## География
Расположена на расстоянии примерно 37 км на север-северо-запад по прямой от райцентра поселка  Афанасьево на правобережье реки Кама, примыкает с востока к поселку Бор.

## История
Известна с 1891 года, в 1926 году здесь (починок Боровской или выселок из деревни Головинской) хозяйств 2 и жителей 11, в 1950 (уже деревня Боровская) 22 и 76 соответственно, в 1989 24 жителя. Настоящее название утвердилось с 1978 года.  

## Население
Постоянное население составляло 30 человек (русские 87%) в 2002 году, 26 в 2010.